# Josef Pflanzl
Josef Pflanzl (* 13. März 1880 in Rohitsch, Untersteiermark; † 26. März 1923 in Klagenfurt am Wörthersee, Kärnten) war ein österreichischer Rechtsanwalt sowie Politiker der Großdeutschen Volkspartei (GDVP).

## Biografie
Pflanzl studierte nach dem Schulbesuch Rechtswissenschaft und ließ sich nach Abschluss des Studiums und erfolgter Promotion zum Doktor der Rechte als Rechtsanwalt in Klagenfurt nieder.
Im November 1918 wurde Pflanzl Abgeordneter der Deutschen Volkspartei in der Provisorischen Kärntner Landesversammlung. Am 20. März 1921 wurde er als Kandidat der GDVP Mitglied des Österreichischen Bundesrates und gehörte ihm für einige Monate während der I. Gesetzgebungsperiode bis zum 22. Juli 1921 an.
Während dieser Zeit war er vom 1. Juni bis zum 21. Juli 1921 Präsident des Bundesrats und damit nach Jakob Reumann der zweite Präsident dieser Kammer. Zugleich war er der einzige Bundesratspräsident aus den Reihen der GDVP.